# デヴィッド・ブランチ
デヴィッド・ブランチ（David Branch、1981年12月22日 - ）は、アメリカ合衆国ノースカロライナ州シャーロット出身の男性総合格闘家。ヘンゾ・グレイシー柔術アカデミー/チャーチストリート・ボクシング所属。元WSOF世界ライトヘビー級王者。元WSOF世界ミドル級王者。デイブ・ブランチとも表記される。

## 来歴
ノースカロライナ州シャーロットで生まれ、ニューヨーク州ブロンクスで育つ。ヘンゾ・グレイシーからブラジリアン柔術を学び、2007年に総合格闘技デビュー。

### UFC
2010年7月3日、UFC初出場となったUFC 116でジェラルド・ハリスと対戦し、バスターでKO負けを喫した。
2011年3月3日、UFC Live: Sanchez vs. Kampmannでホジマール・パリャーレスと対戦し、ヒールフックで一本負け。2勝2敗となりUFCからリリースされた。

### WSOF
2013年3月23日、WSOF 2でパウロ・フィリオと対戦し、3-0の判定勝ちを収めた。
2013年9月14日、WSOF 5のWSOF世界ミドル級王座決定トーナメント1回戦でダニーロ・ビルフォートと対戦し、3-0の判定勝ちを収めた。
2014年6月21日、WSOF 10のWSOF世界ミドル級王座決定トーナメント決勝でジェシー・テイラーと対戦し、ダースチョークで一本勝ちを収め王座獲得に成功した。
2014年11月15日、WSOF 15のWSOF世界ミドル級タイトルマッチで挑戦者の岡見勇信と対戦し、パウンドでTKO勝ちを収め初防衛に成功した。
2015年4月10日、WSOF 20のWSOF世界ライトヘビー級王座決定トーナメント1回戦でジェシー・マクエリゴットと対戦し、ヴォンフルーチョークで見込み一本勝ち。9月18日、WSOF 23の決勝でテディ・ホルダーと対戦し、リアネイキドチョークで一本勝ちを収め王座獲得に成功した。
2016年4月2日、WSOF 30のWSOF世界ミドル級タイトルマッチで挑戦者のクリフォード・スタークスと対戦し、3-0の判定勝ちを収め2度目の防衛に成功した。
2016年10月7日、WSOF 33のWSOF世界ライトヘビー級タイトルマッチで挑戦者のヴィニシウス・マガリャエスと対戦し、3-0の判定勝ちを収め初防衛に成功した。
2016年12月31日、WSOF34のWSOF世界ミドル級タイトルマッチで挑戦者のルイ・テイラーと対戦し、リアネイキドチョークで一本勝ち。3度目の防衛に成功した。

### UFC復帰
2017年5月13日、約6年ぶりのUFC復帰戦となったUFC 211でミドル級ランキング9位のクリストフ・ヨトゥコと対戦し、2-1の判定勝ち。
2017年9月16日、UFC Fight Night: Rockhold vs. Branchでミドル級ランキング3位のルーク・ロックホールドと対戦し、2RにパウンドでTKO負け。
2018年4月21日、UFC Fight Night: Barboza vs. Leeでミドル級ランキング12位のチアゴ・サントスと対戦し、右フックでダウンを奪ってから追撃のパウンドでKO勝ち。パフォーマンス・オブ・ザ・ナイトを受賞した。
2019年9月18日、米国アンチドーピング機関（USADA）が2019年5月24日の競技外の抜き打ち検査でイパモレリンの陽性反応が検出されたため、ブランチに同年7月26日から2年間の出場停止処分を科すことを発表した。USADAから出場停止処分を受けた翌日に、ブランチはUFCからリリースされた。
2019年12月14日、Russian Cagefighting Championship 7でアレキサンダー・シュレメンコと対戦し、ギロチンチョークで一本負け。
2022年1月25日、ONE Championshipと契約した。

## 戦績
| 総合格闘技 戦績 | 総合格闘技 戦績 | 総合格闘技 戦績 | 総合格闘技 戦績 | 総合格闘技 戦績 | 総合格闘技 戦績 | 総合格闘技 戦績 |
| --------------- | --------------- | --------------- | --------------- | --------------- | --------------- | --------------- |
| 29 試合         | (T)KO           | 一本            | 判定            | その他          | 引き分け        | 無効試合        |
| 22 勝           | 6               | 7               | 9               | 0               | 0               | 0               |
| 7 敗            | 3               | 3               | 1               | 0               | 0               | 0               |

| 勝敗 | 対戦相手                     | 試合結果                             | 大会名                                                                      | 開催年月日     |
| ×    | アレキサンダー・シュレメンコ | 1R 4:58 ギロチンチョーク             | Russian Cagefighting Championship 7                                         | 2019年12月14日 |
| ×    | ジャック・ハーマンソン       | 1R 0:49 ギロチンチョーク             | UFC on ESPN 2: Barboza vs. Gaethje                                          | 2019年3月30日  |
| ×    | ジャレッド・キャノニア       | 2R 0:39 TKO（右ストレート→パウンド） | UFC 230: Cormier vs. Lewis                                                  | 2018年11月3日  |
| ○    | チアゴ・サントス             | 1R 2:30 KO（右フック→パウンド）      | UFC Fight Night: Barboza vs. Lee                                            | 2018年4月21日  |
| ×    | ルーク・ロックホールド       | 2R 4:05 ギブアップ（パウンド）       | UFC Fight Night: Rockhold vs. Branch                                        | 2017年9月16日  |
| ○    | クリストフ・ヨトゥコ         | 5分3R終了 判定2-1                    | UFC 211: Miocic vs. dos Santos 2                                            | 2017年5月13日  |
| ○    | ルイ・テイラー               | 5R 2:00 リアネイキドチョーク         | WSOF 34: Gaethje vs. Firmino 【WSOF世界ミドル級タイトルマッチ】             | 2016年12月31日 |
| ○    | ヴィニシウス・マガリャエス   | 5分5R終了 判定3-0                    | WSOF 33: Branch vs. Magalhaes 【WSOF世界ライトヘビー級タイトルマッチ】      | 2016年10月7日  |
| ○    | クリフォード・スタークス     | 5分5R終了 判定3-0                    | WSOF 30: Branch vs. Starks 【WSOF世界ミドル級タイトルマッチ】               | 2016年4月2日   |
| ○    | テディ・ホルダー             | 1R 2:21 リアネイキドチョーク         | WSOF 23: Gaethje vs. Palomino 2 【ライトヘビー級王座決定トーナメント 決勝】 | 2015年9月18日  |
| ○    | ジェシー・マクエリゴット     | 2R 1:28 ヴォンフルーチョーク         | WSOF 20: Branch vs. McElligott 【ライトヘビー級王座決定トーナメント 1回戦】 | 2015年4月10日  |
| ○    | 岡見勇信                     | 4R 3:39 TKO（右フック→パウンド）     | WSOF 15: Branch vs. Okami 【WSOF世界ミドル級タイトルマッチ】                | 2014年11月15日 |
| ○    | ジェシー・テイラー           | 1R 1:41 ダースチョーク               | WSOF 10: Branch vs. Taylor 【ミドル級王座決定トーナメント 決勝】            | 2014年6月21日  |
| ○    | ダニーロ・ビルフォート       | 5分3R終了 判定3-0                    | WSOF 5: Arlovski vs. Kyle 【ミドル級王座決定トーナメント 1回戦】            | 2013年9月14日  |
| ○    | パウロ・フィリオ             | 5分3R終了 判定3-0                    | WSOF 2: Arlovski vs. Johnson                                                | 2013年3月23日  |
| ○    | ダスティン・ジャコビー       | 5分3R終了 判定3-0                    | WSOF 1: Arlovski vs. Cole                                                   | 2012年11月3日  |
| ×    | アンソニー・ジョンソン       | 5分3R終了 判定0-3                    | Titan FC 22                                                                 | 2012年5月25日  |
| ○    | ドミニク・スティール         | 5分3R終了 判定3-0                    | Pure MMA: The Beginning                                                     | 2012年1月22日  |
| ○    | ジェレミー・メイ             | 3R 3:19 TKO（パンチ連打）            | Shark Fights 15: Villasenor vs. Camozzi                                     | 2011年5月27日  |
| ×    | ホジマール・パリャーレス     | 2R 1:44 ヒールフック                 | UFC Live: Sanchez vs. Kampmann                                              | 2011年3月3日   |
| ○    | リッチ・アトニート           | 5分3R終了 判定3-0                    | The Ultimate Fighter: Team GSP vs. Team Koscheck Finale                     | 2010年12月4日  |
| ○    | トマシュ・ドルヴァル         | 5分3R終了 判定3-0                    | UFC Fight Night: Marquardt vs. Palhares                                     | 2010年9月15日  |
| ×    | ジェラルド・ハリス           | 3R 2:35 KO（バスター）               | UFC 116: Lesnar vs. Carwin                                                  | 2010年7月3日   |
| ○    | デリック・メイメン           | 2R 0:26 リアネイキドチョーク         | Bellator 15                                                                 | 2010年4月22日  |
| ○    | ジョン・トロイヤー           | 2R 4:26 TKO（パンチ連打）            | UCC 1: Merciless                                                            | 2010年3月19日  |
| ○    | デニス・オルセン             | 1R 2:27 リアネイキドチョーク         | Bellator XI                                                                 | 2009年6月12日  |
| ○    | ロビー・ヒューストン         | 2R 2:41 リアネイキドチョーク         | DCP: Battle at the Nation's Capital                                         | 2008年5月9日   |
| ○    | アレックス・アキノ           | 1R 3:29 TKO（ドクターストップ）      | Ring of Combat 19                                                           | 2008年5月9日   |
| ○    | クレイグ・シモーネ           | 1R 1:44 TKO（パンチ連打）            | Cage Fights 6                                                               | 2007年9月29日  |

## 獲得タイトル
- 初代WSOF世界ミドル級王座（2014年）
- 初代WSOF世界ライトヘビー級王座（2015年）

## 表彰
- UFC パフォーマンス・オブ・ザ・ナイト（1回）